# Stéphane Arcangeloni
Stéphane Arcangeloni (né le 6 juin 1972) à Grenoble en France, est un joueur professionnel français de hockey sur glace qui évoluait en position de centre.

## Carrière
En 1994, il participe avec l'Équipe de France de hockey sur glace aux Jeux olympiques de Lillehammer.

## Palmarès
Avec les Brûleurs de loups de Grenoble
- Champion de France :
  - 1991
- Trophée Jean-Pierre-Graff :
  - 1994

## Statistiques
| Saison    | Équipe                        | Ligue        |    | Saison régulière | Saison régulière | Saison régulière | Saison régulière | Saison régulière |   | Séries éliminatoires | Séries éliminatoires | Séries éliminatoires | Séries éliminatoires | Séries éliminatoires |
| Saison    | Équipe                        | Ligue        | PJ | B                | A                | Pts              | Pun              | PJ               | B | A                    | Pts                  | Pun                  |                      |                      |
| 1990-1991 | Brûleurs de loups de Grenoble | Élite        | 17 | 0                | 0                | 0                | 0                | 10               | 1 | 0                    | 1                    | 0                    |                      |                      |
| 1991-1992 | Brûleurs de loups de Grenoble | Division 1   | 21 | 9                | 19               | 28               | 18               |                  |   |                      |                      |                      |                      |                      |
| 1992-1993 | Brûleurs de loups de Grenoble | Division 1   | 28 | 22               | 22               | 44               | 8                |                  |   |                      |                      |                      |                      |                      |
| 1993-1994 | Brûleurs de loups de Grenoble | Élite        | 20 | 10               | 11               | 21               | 18               | 6                | 3 | 4                    | 7                    | 15                   |                      |                      |
| 1994-1995 | Brûleurs de loups de Grenoble | Élite        | 27 | 9                | 9                | 18               | 42               | 7                | 2 | 1                    | 3                    | 20                   |                      |                      |
| 1995-1996 | Brûleurs de loups de Grenoble | Élite        | 26 | 11               | 8                | 19               | 34               | 5                | 2 | 2                    | 4                    | 28                   |                      |                      |
| 1996-1997 | Brûleurs de loups de Grenoble | Élite        | 31 | 11               | 15               | 26               | 24               | 11               | 2 | 4                    | 6                    | 31                   |                      |                      |
| 1997-1998 | Dogues de Bordeaux            | Élite        | 38 | 19               | 21               | 40               | 70               |                  |   |                      |                      |                      |                      |                      |
| 2001-2002 | HC Pustertal-Val Pusteria     | Serie A      | 28 | 31               | 21               | 40               | 70               |                  |   |                      |                      |                      |                      |                      |
| 2002-2003 | Real Torino Hockey Club       | Serie A      | 34 | 22               | 32               | 54               | -                |                  |   |                      |                      |                      |                      |                      |
| 2003-2004 | Albatros de Brest             | Ligue Magnus | 19 | 4                | 10               | 14               | 36               | 8                | 5 | 1                    | 6                    | 4                    |                      |                      |